# Basketball-Weltmeisterschaft 2019/Qualifikation
Die Qualifikation zur Basketball-Weltmeisterschaft 2019 war ein erstmals global ausgespielter Wettbewerb zur Bestimmung der Teilnehmer an der WM-Endrunde in der Volksrepublik China 2019. Die teilnehmenden Auswahlmannschaften an den vorherigen WM-Endrunden qualifizierten sich primär über ihre Platzierungen bei den jeweils vorausgegangenen kontinentalen Endrunden für Auswahlmannschaften. Durch die Turnusänderung und die Terminverlegung der WM 2019 wurde von dieser engen Kopplung abgewichen. 
Bis auf das Gastgeberland China mussten sich alle Mannschaften für die Endrunde qualifizieren, wobei pro Kontinent die Teilnehmerzahl bereits festgelegt wurde und die Qualifikation jeweils auf Ebene der Kontinentalverbände stattfand.

## Format
Bis auf das Gastgeberland China qualifizierten sich 31 der 32 an der Endrunde teilnehmenden Auswahlmannschaften über den Qualifikationswettbewerb für die WM-Endrunde 2019. Für den Qualifikationswettbewerb waren vom Prinzip her alle 213 Nationalverbände gemeldet, wobei die Kontinentalverbände teilweise eine Vorauswahl vornahmen über die Qualifikation für ihre kontinentalen Endrunden, so dass wie zuvor auch vorangegangene Wettbewerbe zur WM-Qualifikation zählten und am eigenständigen WM-Qualifikationswettbewerb nur noch 80 Auswahlmannschaften teilnehmen plus fünf weitere Mannschaften in einer Vorqualifikation der FIBA Europa. 
So waren für den Qualifikationswettbewerb im Bereich der FIBA Afrika und der FIBA Asien nur die 16 Mannschaften teilnahmeberechtigt, die auch die Qualifikation für die Afrikameisterschaft 2017 beziehungsweise Asienmeisterschaft 2017 erreicht hatten unter Einschluss der Teilnehmer der FIBA Ozeanien, die den letztgenannten Wettbewerb erreicht hatten. Im Bereich der FIBA Europa nahmen die 24 Endrunden-Teilnehmer der Europameisterschaft 2017 sowie weitere acht Auswahlmannschaften teil, die über eine parallel zur EM-Endrunde verlaufende Vorqualifikation aus 13 Nationen bestimmt wurden. Mannschaften der früher so genannten Division C der kleinen Staaten in Europa konnten sich aber nicht mehr direkt über einen Qualifikationswettbewerb für die WM-Endrunde qualifizieren. 
Neben dem asiatischen Gastgeberland wurden für Auswahlmannschaften der FIBA Europa zwölf, für die der FIBA Amerika und der FIBA Asien jeweils weitere sieben und für die der FIBA Afrika noch fünf Startplätze vorgehalten.
| Kontinental- verband       | Qualifikations- teilnehmer | WM-Start- plätze |
| -------------------------- | -------------------------- | ---------------- |
| FIBA Afrika                | 16                         | 5                |
| FIBA Amerika               | 16                         | 7                |
| FIBA Asien / FIBA Ozeanien | 16                         | 7+1*             |
| FIBA Europa                | 37                         | 12               |
| FIBA gesamt                | 85                         | 32               |

* Ein Startplatz für das Gastgeberland sowie sieben Startplätze für Qualifikanten.

## Terminierung
Nach altem Turnus hätte die WM-Endrunde an sich im Jahr 2018 stattfinden sollen, mit der Verschiebung auf ungerade Jahre möchte der Weltverband dem Ereignis zusammen mit der Erhöhung der Teilnehmerzahl größere Aufmerksamkeit sichern, die man ansonsten durch die zuvor nahezu parallel verlaufenden Fußball-Weltmeisterschaften gefährdet sieht. Dies knüpft an die Terminierung der vierten bis fünften Weltmeisterschafts-Endrunde von 1963 bis 1967 an, die ebenfalls in der Jahresmitte ungerader Jahre stattfanden. 
Als mittelbare Auswirkung konnten die kontinentalen Auswahlwettbewerbe nun nicht mehr zu diesem Termin stattfinden und werden daher von einem zweijährigen ebenfalls auf einen vierjährigen Turnus umgestellt. Galten die kontinentalen Endrunden zuvor auch als Qualifikationsturnier für die in geraden Jahren stattfindenden Weltmeisterschaften sowie im Wesentlichen auch für den olympischen Wettbewerb, so wurden separate Qualifikationsrunden eigens für die Weltmeisterschaft eingeführt. Diese sollten aber nicht allein im Sommer des Vorjahres stattfinden wie zuvor bei den kontinentalen Endrunden, sondern auf das ganze Jahr verteilt werden.
Mit der Verteilung der Qualifikationsspiele auf das ganze Jahr wollte der Weltverband die Präsenz und die Vermarktung der Auswahlmannschaften stärken und unter anderem damit auch die Einnahmen der nationalen Verbände erhöhen. Für dieses Ansinnen mussten aber im Basketball-Wettbewerbskalender, ähnlich wie bei vergleichbaren Qualifikationsspielen der Auswahlmannschaften für eine Fußball-Weltmeisterschaft, erst Terminslots in Form von Zeitfenstern geschaffen werden zu Lasten der bis dahin von Oktober bis Juni vorherrschenden Vereinswettbewerbe, die bis dahin weitgehend streng getrennt waren von den von Juli bis September ausgetragenen Auswahlwettbewerben. Die Veranstalter dieser professionellen Vereinswettbewerbe sowie die Klubbesitzer als Arbeitgeber der Nationalspieler sahen die Veränderung des Wettbewerbskalender sehr kritisch und ihre Interessen bedroht, so dass sie mehr oder minder stark gegen die Pläne der FIBA opponierten. Die unabhängig vom Weltverband organisierte und bedeutendste professionelle Liga National Basketball Association (NBA) aus den Vereinigten Staaten zeigte sich demonstrativ desinteressiert, da kein wirksames „Abstellgebot“ von Nationalspielern für Auswahlspiele existierte, die ansonsten die nationalen Verbände sowie die Kontinentalverbände mit den Veranstaltern professioneller Wettbewerbe bei deren Lizenzierung üblicherweise vereinbaren. 
Da die FIBA gegenüber der NBA keine Sanktionsmöglichkeiten bei der Missachtung des neuen Wettbewerbskalender hatte, erkannte sie stillschweigend deren Vorrecht auf die Betätigung der Spieler an, was die anderen Veranstalter professioneller Wettbewerbe, die sich von Sanktionen bedroht sahen, tendenziell noch mehr erzürnte. Die Betreiber der EuroLeague beispielsweise, einer der wichtigsten Vereinswettbewerbe nach der NBA, kündigten bereits bei Bekanntgabe der Pläne 2012 ihre Vereinbarung mit der FIBA und riskiert damit einen Status als nicht anerkannter, „wilder Liga“. Die FIBA Europa antwortete mit dem Aufbau von Konkurrenzwettbewerben wie der Basketball Champions League sowie diversen Sanktionsdrohungen.

## Qualifikation FIBA Afrika
Die Spiele der Vorrunden wurden zwischen dem 24. November 2017 und dem 1. Juli 2018 ausgetragen. Die anschließenden Spiele der Hauptrunde, in der die Teilnehmer der FIBA Afrika an der WM-Endrunde ermittelt werden, fanden von September 2018 bis Februar 2019 statt.

### Vorrunde

#### Vorrundengruppe A
| Platz | Team     | Spiele | Siege | Niederl. | Punkte für | Punkte gegen | Punkt Differenz | Punkte | Qualifikation  |  | Tunesien | Kamerun | Tschad | Guinea-a |
| ----- | -------- | ------ | ----- | -------- | ---------- | ------------ | --------------- | ------ | -------------- |  | -------- | ------- | ------ | -------- |
| 1     | Tunesien | 6      | 6     | 0        | 499        | 315          | +184            | 12     | 2. Quali-Runde |  | —        | 56:53   | 101:40 | 94:54    |
| 2     | Kamerun  | 6      | 4     | 2        | 438        | 381          | +57             | 10     | 2. Quali-Runde |  | 66:67    | —       | 73:72  | 116:78   |
| 3     | Tschad   | 6      | 2     | 4        | 383        | 424          | −41             | 8      | 2. Quali-Runde |  | 46:85    | 60:65   | —      | 80:49    |
| 4     | Guinea   | 6      | 0     | 6        | 336        | 536          | −200            | 6      |                |  | 56:96    | 48:65   | 51:85  | —        |

#### Vorrundengruppe B
| Platz | Team    | Spiele | Siege | Niederl. | Punkte für | Punkte gegen | Punkt Differenz | Punkte | Qualifikation  |  | Nigeria | Ruanda | Mali  | Uganda |
| ----- | ------- | ------ | ----- | -------- | ---------- | ------------ | --------------- | ------ | -------------- |  | ------- | ------ | ----- | ------ |
| 1     | Nigeria | 6      | 6     | 0        | 605        | 387          | +218            | 12     | 2. Quali-Runde |  | —       | 108:53 | 93:53 | 109:67 |
| 2     | Ruanda  | 6      | 3     | 3        | 434        | 519          | −85             | 9      | 2. Quali-Runde |  | 70:101  | —      | 74:70 | 92:79  |
| 3     | Mali    | 6      | 2     | 4        | 428        | 487          | −59             | 8      | 2. Quali-Runde |  | 59:82   | 72:82  | —     | 79:76  |
| 4     | Uganda  | 6      | 1     | 5        | 466        | 540          | −74             | 7      |                |  | 86:102  | 79:63  | 80:95 | —      |

#### Vorrundengruppe C
| Platz | Team            | Spiele | Siege | Niederl. | Punkte für | Punkte gegen | Punkt Differenz | Punkte | Qualifikation  |  | Angola | Agypten     | Marokko     | Kongo Demokratische Republik |
| ----- | --------------- | ------ | ----- | -------- | ---------- | ------------ | --------------- | ------ | -------------- |  | ------ | ----------- | ----------- | ---------------------------- |
| 1     | Angola          | 6      | 4     | 2        | 371        | 369          | +2              | 10     | 2. Quali-Runde |  | —      | 65:58       | 62:56       | 56:66                        |
| 2     | Ägypten         | 6      | 3     | 3        | 376        | 387          | −11             | 9      | 2. Quali-Runde |  | 64:68  | —           | 59:53       | 63:77                        |
| 3     | Marokko         | 6      | 3     | 3        | 382        | 374          | +8              | 9      | 2. Quali-Runde |  | 61:47  | 63:67       | —           | 88:81 n. V.                  |
| 4     | Dem. Rep. Kongo | 6      | 2     | 4        | 407        | 406          | +1              | 8      |                |  | 64:73  | 61:65 n. V. | 58:61 n. V. | —                            |

#### Vorrundengruppe D
| Platz | Team                     | Spiele | Siege | Niederl. | Punkte für | Punkte gegen | Punkt Differenz | Punkte | Qualifikation  |  | Senegal | Zentralafrikanische Republik | Elfenbeinküste | Mosambik |
| ----- | ------------------------ | ------ | ----- | -------- | ---------- | ------------ | --------------- | ------ | -------------- |  | ------- | ---------------------------- | -------------- | -------- |
| 1     | Senegal                  | 6      | 5     | 1        | 425        | 390          | +35             | 11     | 2. Quali-Runde |  | —       | 70:65                        | 66:61          | 60:52    |
| 2     | Zentralafrikanische Rep. | 6      | 3     | 3        | 403        | 405          | −2              | 9      | 2. Quali-Runde |  | 82:91   | —                            | 69:60          | 52:59    |
| 3     | Elfenbeinküste           | 6      | 2     | 4        | 365        | 369          | −4              | 8      | 2. Quali-Runde |  | 67:60   | 62:63 n. V.                  | —              | 62:45    |
| 4     | Mosambik                 | 6      | 2     | 4        | 348        | 382          | −34             | 8      |                |  | 63:78   | 63:72                        | 66:53          | —        |

### Hauptrunde
Die Resultate aus der Vorrunde werden allesamt übernommen, auch jene gegen Teams, die nicht die Qualifikation für die Hauptrunde geschafft hatten.

#### Hauptrundengruppe E
| Platz | Team     | Spiele | Siege | Niederl. | Punkte für | Punkte gegen | Punkt Differenz | Punkte | Qualifikation |             | Tunesien | Angola | Kamerun | Agypten | Marokko | Tschad |
| ----- | -------- | ------ | ----- | -------- | ---------- | ------------ | --------------- | ------ | ------------- | ----------- | -------- | ------ | ------- | ------- | ------- | ------ |
| 1     | Tunesien | 12     | 10    | 2        | 933        | 669          | +264            | 22     | WM-Quali      |             | —        | 84:64  | —       | 69:47   | 89:51   | —      |
| 2     | Angola   | 12     | 9     | 3        | 829        | 748          | +81             | 21     | WM-Quali      |             | 69:63    | —      | 83:76   | —       | —       | 90:50  |
| 3     | Kamerun  | 12     | 7     | 5        | 872        | 794          | +78             | 19     |               |             | —        | 73:77  | —       | 58:62   | 84:74   | —      |
| 4     | Ägypten  | 12     | 7     | 5        | 802        | 799          | +3              | 19     |               | 73:64 n. V. | —        | 60:80  | —       | —       | 99:83   |        |
| 5     | Marokko  | 12     | 4     | 8        | 739        | 789          | −50             | 16     |               | 50:65       | —        | 57:63  | —       | —       | 62:54   |        |
| 6     | Tschad   | 12     | 3     | 9        | 721        | 898          | −177            | 15     |               | —           | 33:75    | —      | 58:85   | 69:63   | —       |        |

#### Hauptrundengruppe F
| Platz | Team                     | Spiele | Siege | Niederl. | Punkte für | Punkte gegen | Punkt Differenz | Punkte | Qualifikation    |   | Nigeria | Senegal | Elfenbeinküste | Zentralafrikanische Republik | Ruanda | Mali  |
| ----- | ------------------------ | ------ | ----- | -------- | ---------- | ------------ | --------------- | ------ | ---------------- | - | ------- | ------- | -------------- | ---------------------------- | ------ | ----- |
| 1     | Nigeria                  | 12     | 10    | 2        | 1073       | 805          | +268            | 22     | WM-Quali         |   | —       | 89:61   | 46:72          | 114:69                       | —      | —     |
| 2     | Senegal                  | 12     | 10    | 2        | 889        | 781          | +108            | 22     | WM-Quali         |   | 84:63   | —       | —              | —                            | 84:79  | 62:38 |
| 3     | Elfenbeinküste           | 12     | 7     | 5        | 806        | 720          | +86             | 19     | „Bester Dritter“ |   | 73:84   | —       | —              | —                            | 87:60  | 69:49 |
| 4     | Zentralafrikanische Rep. | 12     | 6     | 6        | 816        | 844          | −28             | 18     |                  |   | 59:72   | —       | —              | —                            | 77:69  | 65:66 |
| 5     | Ruanda                   | 12     | 3     | 9        | 807        | 997          | −190            | 15     |                  | — | 41:81   | 53:71   | 61:68          | —                            | —      |       |
| 6     | Mali                     | 12     | 3     | 9        | 768        | 909          | −141            | 15     |                  | — | 71:82   | 59:69   | 57:75          | —                            | —      |       |

## Qualifikation FIBA Amerika
Die Spiele der Vorrundengruppen fanden zwischen dem 23. November 2017 und dem 2. Juli 2018 statt. Nach der Suspendierung des brasilianischen Verbands CBB war ein Platz in der Vorrundengruppe B unbesetzt. Die anschließenden Spiele der Hauptrunde, in der die Teilnehmer der FIBA Amerika an der WM-Endrunde ermittelt wurden, fanden von September 2018 bis Februar 2019 statt. 

### Vorrunde

#### Vorrundengruppe A
| Platz | Team        | Spiele | Siege | Niederl. | Punkte für | Punkte gegen | Punkt Differenz | Punkte | Qualifikation  |  | Argentinien | Uruguay | Panama | Paraguay |
| ----- | ----------- | ------ | ----- | -------- | ---------- | ------------ | --------------- | ------ | -------------- |  | ----------- | ------- | ------ | -------- |
| 1     | Argentinien | 6      | 5     | 1        | 519        | 391          | +128            | 11     | 2. Quali-Runde |  | —           | 83:88   | 87:62  | 96:63    |
| 2     | Uruguay     | 6      | 4     | 2        | 432        | 442          | −10             | 10     | 2. Quali-Runde |  | 58:102      | —       | 86:73  | 67:49    |
| 3     | Panama      | 6      | 3     | 3        | 436        | 445          | −9              | 9      | 2. Quali-Runde |  | 59:68       | 86:75   | —      | 82:62    |
| 4     | Paraguay    | 6      | 0     | 6        | 351        | 460          | −109            | 6      |                |  | 61:83       | 49:58   | 67:74  | —        |

#### Vorrundengruppe B
| Platz | Team      | Spiele | Siege | Niederl. | Punkte für | Punkte gegen | Punkt Differenz | Punkte | Qualifikation  |  | Venezuela | Brasilien | Chile | Kolumbien |
| ----- | --------- | ------ | ----- | -------- | ---------- | ------------ | --------------- | ------ | -------------- |  | --------- | --------- | ----- | --------- |
| 1     | Venezuela | 6      | 5     | 1        | 437        | 368          | +69             | 11     | 2. Quali-Runde |  | —         | 72:59     | 77:56 | 85:71     |
| 2     | Brasilien | 6      | 5     | 1        | 479        | 383          | +96             | 11     | 2. Quali-Runde |  | 72:60     | —         |       | 84:49     |
| 3     | Chile     | 6      | 1     | 5        | 379        | 456          | −77             | 7      | 2. Quali-Runde |  | 51:70     | 73:86     | —     | 67:71     |
| 4     | Kolumbien | 6      | 1     | 5        | 393        | 481          | −88             | 7      |                |  | 62:73     | 71:98     | 69:74 | —         |

#### Vorrundengruppe C
| Platz | Team               | Spiele | Siege | Niederl. | Punkte für | Punkte gegen | Punkt Differenz | Punkte | Qualifikation  |  | Vereinigte Staaten | Puerto Rico | Mexiko | Kuba  |
| ----- | ------------------ | ------ | ----- | -------- | ---------- | ------------ | --------------- | ------ | -------------- |  | ------------------ | ----------- | ------ | ----- |
| 1     | Vereinigte Staaten | 6      | 5     | 1        | 506        | 396          | +110            | 11     | 2. Quali-Runde |  | —                  | 83:75       | 91:55  | 84:48 |
| 2     | Puerto Rico        | 6      | 4     | 2        | 516        | 479          | +37             | 10     | 2. Quali-Runde |  | 78:85              | —           | 84:79  | 84:80 |
| 3     | Mexiko             | 6      | 3     | 3        | 439        | 463          | −24             | 9      | 2. Quali-Runde |  | 78:70              | 80:100      | —      | 72:66 |
| 4     | Kuba               | 6      | 0     | 6        | 380        | 503          | −123            | 6      |                |  | 62:93              | 72:95       | 52:75  | —     |

#### Vorrundengruppe D
| Platz | Team                   | Spiele | Siege | Niederl. | Punkte für | Punkte gegen | Punkt Differenz | Punkte | Qualifikation  |  | Kanada | Dominikanische Republik | Jungferninseln Amerikanische | Bahamas |
| ----- | ---------------------- | ------ | ----- | -------- | ---------- | ------------ | --------------- | ------ | -------------- |  | ------ | ----------------------- | ---------------------------- | ------- |
| 1     | Kanada                 | 6      | 5     | 1        | 596        | 443          | +153            | 11     | 2. Quali-Runde |  | —      | 97:61                   | 99:69                        | 93:69   |
| 2     | Dominikanische Rep.    | 6      | 4     | 2        | 539        | 493          | +46             | 10     | 2. Quali-Runde |  | 88:76  | —                       | 99:89                        | 82:83   |
| 3     | Amerik. Jungferninseln | 6      | 2     | 4        | 509        | 588          | −79             | 8      | 2. Quali-Runde |  | 89:118 | 85:113                  | —                            | 84:74   |
| 4     | Bahamas                | 6      | 1     | 5        | 441        | 561          | −120            | 7      |                |  | 67:113 | 63:96                   | 85:93                        | —       |

### Hauptrunde
Die Resultate aus der Vorrunde werden allesamt übernommen, auch jene gegen Teams, die nicht die Qualifikation für die Hauptrunde geschafft hatten.

#### Hauptrundengruppe E
| Platz | Team               | Spiele | Siege | Niederl. | Punkte für | Punkte gegen | Punkt Differenz | Punkte | Qualifikation |       | Vereinigte Staaten | Argentinien | Puerto Rico | Uruguay | Mexiko | Panama |
| ----- | ------------------ | ------ | ----- | -------- | ---------- | ------------ | --------------- | ------ | ------------- | ----- | ------------------ | ----------- | ----------- | ------- | ------ | ------ |
| 1     | Vereinigte Staaten | 12     | 10    | 2        | 1034       | 814          | +220            | 22     | WM-Quali      |       | —                  | 84:83       | —           | 114:57  | —      | 111:80 |
| 2     | Argentinien        | 12     | 9     | 3        | 1037       | 854          | +183            | 21     | WM-Quali      |       | 80:63              | —           | 106:84      | —       | 85:71  | —      |
| 3     | Puerto Rico        | 12     | 8     | 4        | 967        | 939          | +28             | 20     | WM-Quali      |       | —                  | 87:86 n. V. | —           | 65:61   | —      | 82:73  |
| 4     | Uruguay            | 12     | 6     | 6        | 824        | 909          | −85             | 18     |               |       | 70:78              | —           | 64:62       | —       | 63:60  | —      |
| 5     | Mexiko             | 12     | 5     | 7        | 875        | 903          | −28             | 17     |               | —     | 74:78              | —           | 88:77       | —       | 78:61  |        |
| 6     | Panama             | 12     | 4     | 8        | 844        | 930          | −86             | 16     |               | 48:78 | —                  | 70:71       | —           | 76:65   | —      |        |

#### Hauptrundengruppe F
| Platz | Team                   | Spiele | Siege | Niederl. | Punkte für | Punkte gegen | Punkt Differenz | Punkte | Qualifikation    |   | Kanada | Venezuela | Brasilien | Dominikanische Republik | Chile | Jungferninseln Amerikanische |
| ----- | ---------------------- | ------ | ----- | -------- | ---------- | ------------ | --------------- | ------ | ---------------- | - | ------ | --------- | --------- | ----------------------- | ----- | ---------------------------- |
| 1     | Kanada                 | 12     | 10    | 2        | 1115       | 833          | +282            | 22     | WM-Quali         |   | —      | 95:55     | 85:77     | —                       | 85:46 | —                            |
| 2     | Venezuela              | 12     | 9     | 3        | 886        | 838          | +48             | 21     | WM-Quali         |   | 84:76  | —         | —         | 79:78 n. V.             | —     | 87:73                        |
| 3     | Brasilien              | 12     | 9     | 3        | 918        | 787          | +131            | 21     | WM-Quali         |   | 67:94  | —         | —         | 100:82                  | —     | 20:0                         |
| 4     | Dominikanische Rep.    | 12     | 7     | 5        | 979        | 921          | +58             | 19     | „Bester Vierter“ |   | —      | 72:67     | 63:71     | —                       | 71:46 | —                            |
| 5     | Chile                  | 12     | 2     | 10       | 737        | 897          | −160            | 14     |                  |   | 61:84  | —         | —         | 65:74                   | —     | 80:63                        |
| 6     | Amerik. Jungferninseln | 12     | 3     | 9        | 865        | 1016         | −151            | 15     |                  | — | 76:77  | 80:104    | —         | 64:59                   | —     |                              |

## Qualifikation FIBA Asien / Ozeanien
Die Spiele der Vorrundengruppen fanden zwischen dem 23. November 2017 und dem 2. Juli 2018 statt. Obwohl als Gastgeber bereits qualifiziert, nahm die chinesische Nationalmannschaft gleichwohl an dem Qualifikationswettbewerb teil. Die anschließenden Spiele der Hauptrunde, in der die Teilnehmer der FIBA Asien und Ozeanien an der WM-Endrunde ermittelt wurden, fanden von September 2018 bis Februar 2019 statt. 

### Vorrunde

#### Vorrundengruppe A
| Platz | Team                | Spiele | Siege | Niederl. | Punkte für | Punkte gegen | Punkt Differenz | Punkte | Qualifikation  |  | Neuseeland | Korea Sud | China Volksrepublik | Hongkong |
| ----- | ------------------- | ------ | ----- | -------- | ---------- | ------------ | --------------- | ------ | -------------- |  | ---------- | --------- | ------------------- | -------- |
| 1     | Neuseeland          | 6      | 5     | 1        | 579        | 439          | +140            | 11     | 2. Quali-Runde |  | —          | 80:86     | 67:57               | 124:65   |
| 2     | Südkorea            | 6      | 4     | 2        | 530        | 502          | +28             | 10     | 2. Quali-Runde |  | 84:93      | —         | 81:92               | 93:72    |
| 3     | Volksrepublik China | 6      | 3     | 3        | 503        | 414          | +89             | 9      | 2. Quali-Runde |  | 73:82      | 74:82     | —                   | 96:44    |
| 4     | Hongkong            | 6      | 0     | 6        | 404        | 661          | −257            | 6      |                |  | 74:133     | 91:104    | 58:111              | —        |

#### Vorrundengruppe B
| Platz | Team              | Spiele | Siege | Niederl. | Punkte für | Punkte gegen | Punkt Differenz | Punkte | Qualifikation  |  | Australien | Philippinen | Japan  | Chinesisch Taipeh |
| ----- | ----------------- | ------ | ----- | -------- | ---------- | ------------ | --------------- | ------ | -------------- |  | ---------- | ----------- | ------ | ----------------- |
| 1     | Australien        | 6      | 5     | 1        | 525        | 392          | +133            | 11     | 2. Quali-Runde |  | —          | 84:68       | 82:58  | 88:68             |
| 2     | Philippinen       | 6      | 4     | 2        | 470        | 482          | −12             | 10     | 2. Quali-Runde |  | 53:89      | —           | 89:84  | 90:83             |
| 3     | Japan             | 6      | 2     | 4        | 469        | 464          | +5              | 8      | 2. Quali-Runde |  | 79:78      | 71:77       | —      | 69:70             |
| 4     | Chinesisch Taipeh | 6      | 1     | 5        | 426        | 552          | −126            | 7      |                |  | 66:104     | 71:93       | 68:108 | —                 |

#### Vorrundengruppe C
| Platz | Team      | Spiele | Siege | Niederl. | Punkte für | Punkte gegen | Punkt Differenz | Punkte | Qualifikation  |  | Jordanien | Libanon | Syrien | Indien |
| ----- | --------- | ------ | ----- | -------- | ---------- | ------------ | --------------- | ------ | -------------- |  | --------- | ------- | ------ | ------ |
| 1     | Jordanien | 6      | 5     | 1        | 575        | 452          | +123            | 11     | 2. Quali-Runde |  | —         | 87:83   | 87:62  | 114:70 |
| 2     | Libanon   | 6      | 5     | 1        | 531        | 398          | +133            | 11     | 2. Quali-Runde |  | 77:76     | —       | 87:50  | 107:72 |
| 3     | Syrien    | 6      | 2     | 4        | 402        | 503          | −101            | 8      | 2. Quali-Runde |  | 72:109    | 63:87   | —      | 81:76  |
| 4     | Indien    | 6      | 0     | 6        | 413        | 568          | −155            | 6      |                |  | 88:102    | 50:90   | 57:74  | —      |

#### Vorrundengruppe D
| Platz | Team       | Spiele | Siege | Niederl. | Punkte für | Punkte gegen | Punkt Differenz | Punkte | Qualifikation  |  | Iran  | Kasachstan | Katar | Irak        |
| ----- | ---------- | ------ | ----- | -------- | ---------- | ------------ | --------------- | ------ | -------------- |  | ----- | ---------- | ----- | ----------- |
| 1     | Iran       | 6      | 5     | 1        | 454        | 351          | +103            | 11     | 2. Quali-Runde |  | —     | 88:56      | 65:39 | 83:53       |
| 2     | Kasachstan | 6      | 3     | 3        | 420        | 436          | −16             | 9      | 2. Quali-Runde |  | 54:75 | —          | 96:63 | 82:76 n. V. |
| 3     | Katar      | 6      | 2     | 4        | 408        | 465          | −57             | 8      | 2. Quali-Runde |  | 75:77 | 70:82      | —     | 84:79 n. V. |
| 4     | Irak       | 6      | 2     | 4        | 412        | 442          | −30             | 8      |                |  | 74:66 | 64:50      | 66:77 | —           |

### Hauptrunde
Die Resultate aus der Vorrunde werden allesamt übernommen, auch jene gegen Teams, die nicht die Qualifikation für die Hauptrunde geschafft hatten.

#### Hauptrundengruppe E
| Platz | Team                | Spiele | Siege | Niederl. | Punkte für | Punkte gegen | Punkt Differenz | Punkte | Qualifikation          |        | Neuseeland | Korea Sud | Jordanien | China Volksrepublik | Libanon | Syrien |
| ----- | ------------------- | ------ | ----- | -------- | ---------- | ------------ | --------------- | ------ | ---------------------- | ------ | ---------- | --------- | --------- | ------------------- | ------- | ------ |
| 1     | Neuseeland          | 12     | 10    | 2        | 1090       | 861          | +229            | 22     | WM-Quali               |        | —          | —         | 95:69     | —                   | 63:60   | 97:74  |
| 2     | Südkorea            | 12     | 10    | 2        | 1062       | 927          | +135            | 22     | WM-Quali               |        | —          | —         | 88:67     | —                   | 84:71   | 103:66 |
| 3     | Jordanien           | 12     | 7     | 5        | 1037       | 951          | +86             | 19     | WM-Quali               |        | 86:80      | 75:86     | —         | 86:62               | —       | —      |
| 4     | Volksrepublik China | 12     | 7     | 5        | 1004       | 834          | +170            | 19     | WM-Quali als Gastgeber |        | —          | —         | 88:79     | —                   | 72:52   | 101:52 |
| 5     | Libanon             | 12     | 6     | 6        | 945        | 858          | +87             | 18     |                        |        | 67:69      | 72:84     | —         | 92:88 n. V.         | —       | —      |
| 6     | Syrien              | 12     | 2     | 10       | 793        | 1088         | −295            | 14     |                        | 66:107 | 74:87      | —         | 59:90     | —                   | —       |        |

#### Hauptrundengruppe F
| Platz | Team        | Spiele | Siege | Niederl. | Punkte für | Punkte gegen | Punkt Differenz | Punkte | Qualifikation    |       | Australien | Japan | Iran  | Philippinen | Kasachstan | Katar  |
| ----- | ----------- | ------ | ----- | -------- | ---------- | ------------ | --------------- | ------ | ---------------- | ----- | ---------- | ----- | ----- | ----------- | ---------- | ------ |
| 1     | Australien  | 12     | 10    | 2        | 1055       | 727          | +328            | 22     | WM-Quali         |       | —          | —     | 76:47 | —           | 94:41      | 110:59 |
| 2     | Japan       | 12     | 8     | 4        | 988        | 844          | +144            | 20     | WM-Quali         |       | —          | —     | 70:56 | —           | 86:70      | 85:47  |
| 3     | Iran        | 12     | 8     | 4        | 890        | 811          | +79             | 20     | WM-Quali         |       | 85:74      | 89:97 | —     | 81:73       | —          | —      |
| 4     | Philippinen | 12     | 7     | 5        | 970        | 935          | +35             | 19     | „Bester Vierter“ |       | —          | —     | 70:78 | —           | 88:92      | 92:81  |
| 5     | Kasachstan  | 12     | 4     | 8        | 828        | 963          | −135            | 16     |                  |       | 60:81      | 70:85 | —     | 75:93       | —          | —      |
| 6     | Katar       | 12     | 2     | 10       | 732        | 1027         | −295            | 14     |                  | 43:95 | 48:96      | —     | 46:84 | —           | —          |        |

## Qualifikation FIBA Europa
Den eigentlichen Qualifikationsrunden war im Sommer 2017 eine Vorqualifikation von 13 Auswahlmannschaften vorgeschaltet, die nicht an der EM-Endrunde 2017 teilnahmen. Zusätzlich zu den 24 Endrunden-Teilnehmern qualifizierten sich hierüber weitere acht Auswahlmannschaften für die eigentliche Qualifikation. Die Vorrundengruppen der eigentlichen Qualifikation wurden vom 23. November 2017 bis zum 2. Juli 2018 ausgespielt.  
Die anschließenden Spiele der Hauptrunde, in der die Teilnehmer der FIBA Europa an der WM-Endrunde ermittelt wurden, fanden von September 2018 bis Februar 2019 statt. Die drei Gruppenbesten qualifizierten sich jeweils für die WM.

### Vorqualifikation

#### Vorqualifikationsgruppe A
| Platz | Team                    | Spiele | Siege | Niederl. | Punkte für | Punkte gegen | Punkt Differenz | Punkte | Qualifikation  |       | Schweden | Bosnien und Herzegowina | Armenien | Slowakei |
| ----- | ----------------------- | ------ | ----- | -------- | ---------- | ------------ | --------------- | ------ | -------------- | ----- | -------- | ----------------------- | -------- | -------- |
| 1     | Schweden                | 6      | 4     | 2        | 476        | 447          | +29             | 10     | 1. Quali-Runde |       | —        | 81:73                   | 93:70    | 86:82    |
| 2     | Bosnien und Herzegowina | 6      | 4     | 2        | 502        | 465          | +37             | 10     | 1. Quali-Runde |       | 72:88    | —                       | 98:85    | 84:71    |
| 3     | Armenien                | 6      | 3     | 3        | 470        | 482          | −12             | 9      |                |       | 82:69    | 66:83                   | —        | 75:61    |
| 4     | Slowakei                | 6      | 1     | 5        | 434        | 488          | −54             | 7      |                | 68:59 | 74:92    | 78:92                   | —        |          |

#### Vorqualifikationsgruppe B
| Platz | Team        | Spiele | Siege | Niederl. | Punkte für | Punkte gegen | Punkt Differenz | Punkte | Qualifikation  |  | Niederlande | Osterreich | Albanien |
| ----- | ----------- | ------ | ----- | -------- | ---------- | ------------ | --------------- | ------ | -------------- |  | ----------- | ---------- | -------- |
| 1     | Niederlande | 4      | 3     | 1        | 354        | 264          | +90             | 7      | 1. Quali-Runde |  | —           | 71:78      | 91:77    |
| 2     | Österreich  | 4      | 3     | 1        | 326        | 264          | +62             | 7      | 1. Quali-Runde |  | 72:79       | —          | 97:63    |
| 3     | Albanien    | 4      | 0     | 4        | 228        | 380          | −152            | 4      |                |  | 37:113      | 51:79      | —        |

#### Vorqualifikationsgruppe C
| Platz | Team       | Spiele | Siege | Niederl. | Punkte für | Punkte gegen | Punkt Differenz | Punkte | Qualifikation  |  | Estland | Kosovo | Nordmazedonien |
| ----- | ---------- | ------ | ----- | -------- | ---------- | ------------ | --------------- | ------ | -------------- |  | ------- | ------ | -------------- |
| 1     | Estland    | 4      | 3     | 1        | 299        | 266          | +33             | 7      | 1. Quali-Runde |  | —       | 76:50  | 74:65          |
| 2     | Kosovo     | 4      | 2     | 2        | 271        | 300          | −29             | 6      | 1. Quali-Runde |  | 75:69   | —      | 72:68          |
| 3     | Mazedonien | 4      | 1     | 3        | 296        | 300          | −4              | 5      |                |  | 76:80   | 87:74  | —              |

#### Vorqualifikationsgruppe D
| Platz | Team      | Spiele | Siege | Niederl. | Punkte für | Punkte gegen | Punkt Differenz | Punkte | Qualifikation  |  | Bulgarien | Belarus | Portugal |
| ----- | --------- | ------ | ----- | -------- | ---------- | ------------ | --------------- | ------ | -------------- |  | --------- | ------- | -------- |
| 1     | Bulgarien | 4      | 4     | 0        | 335        | 274          | +61             | 8      | 1. Quali-Runde |  | —         | 78:68   | 91:65    |
| 2     | Belarus   | 4      | 1     | 3        | 294        | 316          | −22             | 5      | 1. Quali-Runde |  | 70:84     | —       | 78:75    |
| 3     | Portugal  | 4      | 1     | 3        | 290        | 329          | −39             | 5      |                |  | 71:82     | 79:78   | —        |

### Vorrunde

#### Vorrundengruppe A
| Platz | Team       | Spiele | Siege | Niederl. | Punkte für | Punkte gegen | Punkt Differenz | Punkte | Qualifikation  |  | Spanien | Montenegro | Slowenien | Belarus |
| ----- | ---------- | ------ | ----- | -------- | ---------- | ------------ | --------------- | ------ | -------------- |  | ------- | ---------- | --------- | ------- |
| 1     | Spanien    | 6      | 6     | 0        | 497        | 431          | +66             | 12     | 2. Quali-Runde |  | —       | 79:67      | 92:84     | 80:60   |
| 2     | Montenegro | 6      | 3     | 3        | 454        | 443          | +11             | 9      | 2. Quali-Runde |  | 66:79   | —          | 63:75     | 80:69   |
| 3     | Slowenien  | 6      | 2     | 4        | 484        | 492          | −8              | 8      | 2. Quali-Runde |  | 72:83   | 74:87      | —         | 87:74   |
| 4     | Belarus    | 6      | 1     | 5        | 445        | 514          | −69             | 7      |                |  | 82:84   | 67:91      | 93:92     | —       |

#### Vorrundengruppe B
| Platz | Team     | Spiele | Siege | Niederl. | Punkte für | Punkte gegen | Punkt Differenz | Punkte | Qualifikation  |  | Turkei | Lettland | Ukraine | Schweden |
| ----- | -------- | ------ | ----- | -------- | ---------- | ------------ | --------------- | ------ | -------------- |  | ------ | -------- | ------- | -------- |
| 1     | Türkei   | 6      | 4     | 2        | 437        | 389          | +48             | 10     | 2. Quali-Runde |  | —      | 85:73    | 80:66   | 77:52    |
| 2     | Lettland | 6      | 4     | 2        | 477        | 453          | +24             | 10     | 2. Quali-Runde |  | 79:70  | —        | 68:82   | 82:73    |
| 3     | Ukraine  | 6      | 3     | 3        | 440        | 450          | −10             | 9      | 2. Quali-Runde |  | 60:67  | 71:93    | —       | 77:66    |
| 4     | Schweden | 6      | 1     | 5        | 398        | 460          | −62             | 7      |                |  | 59:58  | 72:82    | 76:84   | —        |

#### Vorrundengruppe C
| Platz | Team    | Spiele | Siege | Niederl. | Punkte für | Punkte gegen | Punkt Differenz | Punkte | Qualifikation  |  | Litauen | Polen  | Ungarn | Kosovo |
| ----- | ------- | ------ | ----- | -------- | ---------- | ------------ | --------------- | ------ | -------------- |  | ------- | ------ | ------ | ------ |
| 1     | Litauen | 6      | 6     | 0        | 512        | 352          | +160            | 12     | 2. Quali-Runde |  | —       | 75:55  | 80:75  | 106:50 |
| 2     | Polen   | 6      | 3     | 3        | 436        | 410          | +26             | 9      | 2. Quali-Runde |  | 61:79   | —      | 70:60  | 90:62  |
| 3     | Ungarn  | 6      | 3     | 3        | 414        | 421          | −7              | 9      | 2. Quali-Runde |  | 50:73   | 64:57  | —      | 84:76  |
| 4     | Kosovo  | 6      | 0     | 6        | 384        | 563          | −179            | 6      |                |  | 61:99   | 70:103 | 65:81  | —      |

#### Vorrundengruppe D
| Platz | Team        | Spiele | Siege | Niederl. | Punkte für | Punkte gegen | Punkt Differenz | Punkte | Qualifikation  |  | Italien | Niederlande | Kroatien | Rumänien |
| ----- | ----------- | ------ | ----- | -------- | ---------- | ------------ | --------------- | ------ | -------------- |  | ------- | ----------- | -------- | -------- |
| 1     | Italien     | 6      | 4     | 2        | 474        | 405          | +69             | 10     | 2. Quali-Runde |  | —       | 80:62       | 72:78    | 75:70    |
| 2     | Niederlande | 6      | 3     | 3        | 434        | 416          | +18             | 9      | 2. Quali-Runde |  | 81:66   | —           | 68:61    | 77:52    |
| 3     | Kroatien    | 6      | 3     | 3        | 431        | 419          | +12             | 9      | 2. Quali-Runde |  | 64:80   | 82:78       | —        | 56:58    |
| 4     | Rumänien    | 6      | 2     | 4        | 368        | 467          | −99             | 8      |                |  | 50:101  | 75:68       | 63:90    | —        |

#### Vorrundengruppe E
| Platz | Team                    | Spiele | Siege | Niederl. | Punkte für | Punkte gegen | Punkt Differenz | Punkte | Qualifikation  |  | Frankreich | Russland    | Bosnien und Herzegowina | Belgien |
| ----- | ----------------------- | ------ | ----- | -------- | ---------- | ------------ | --------------- | ------ | -------------- |  | ---------- | ----------- | ----------------------- | ------- |
| 1     | Frankreich              | 6      | 6     | 0        | 479        | 377          | +102            | 12     | 2. Quali-Runde |  | —          | 75:74 n. V. | 84:65                   | 64:49   |
| 2     | Russland                | 6      | 3     | 3        | 458        | 428          | +30             | 9      | 2. Quali-Runde |  | 78:84      | —           | 70:53                   | 74:69   |
| 3     | Bosnien und Herzegowina | 6      | 2     | 4        | 400        | 481          | −81             | 8      | 2. Quali-Runde |  | 52:102     | 81:76       | —                       | 72:70   |
| 4     | Belgien                 | 6      | 1     | 5        | 392        | 443          | −51             | 7      |                |  | 59:70      | 66:84       | 79:77                   | —       |

#### Vorrundengruppe F
| Platz | Team       | Spiele | Siege | Niederl. | Punkte für | Punkte gegen | Punkt Differenz | Punkte | Qualifikation  |  | Tschechien | Finnland | Bulgarien | Island |
| ----- | ---------- | ------ | ----- | -------- | ---------- | ------------ | --------------- | ------ | -------------- |  | ---------- | -------- | --------- | ------ |
| 1     | Tschechien | 6      | 5     | 1        | 464        | 425          | +39             | 11     | 2. Quali-Runde |  | —          | 77:73    | 81:75     | 89:69  |
| 2     | Finnland   | 6      | 3     | 3        | 453        | 449          | +4              | 9      | 2. Quali-Runde |  | 56:64      | —        | 75:70     | 91:77  |
| 3     | Bulgarien  | 6      | 2     | 4        | 466        | 476          | −10             | 8      | 2. Quali-Runde |  | 76:78      | 80:82    | —         | 88:86  |
| 4     | Island     | 6      | 2     | 4        | 463        | 496          | −33             | 8      |                |  | 76:75      | 81:76    | 74:77     | —      |

#### Vorrundengruppe G
| Platz | Team        | Spiele | Siege | Niederl. | Punkte für | Punkte gegen | Punkt Differenz | Punkte | Qualifikation  |  | Deutschland | Serbien | Georgien | Osterreich |
| ----- | ----------- | ------ | ----- | -------- | ---------- | ------------ | --------------- | ------ | -------------- |  | ----------- | ------- | -------- | ---------- |
| 1     | Deutschland | 6      | 6     | 0        | 508        | 414          | +94             | 12     | 2. Quali-Runde |  | —           | 79:74   | 79:70    | 85:63      |
| 2     | Serbien     | 6      | 4     | 2        | 514        | 449          | +65             | 10     | 2. Quali-Runde |  | 81:88       | —       | 105:87   | 85:64      |
| 3     | Georgien    | 6      | 2     | 4        | 460        | 495          | −35             | 8      | 2. Quali-Runde |  | 77:87       | 50:87   | —        | 98:73      |
| 4     | Österreich  | 6      | 0     | 6        | 394        | 518          | −124            | 6      |                |  | 49:90       | 81:82   | 64:78    | —          |

#### Vorrundengruppe H
| Platz | Team           | Spiele | Siege | Niederl. | Punkte für | Punkte gegen | Punkt Differenz | Punkte | Qualifikation  |  | Griechenland | Israel | Estland | Vereinigtes Konigreich |
| ----- | -------------- | ------ | ----- | -------- | ---------- | ------------ | --------------- | ------ | -------------- |  | ------------ | ------ | ------- | ---------------------- |
| 1     | Griechenland   | 6      | 6     | 0        | 513        | 432          | +81             | 12     | 2. Quali-Runde |  | —            | 82:61  | 87:75   | 75:70                  |
| 2     | Israel         | 6      | 3     | 3        | 438        | 458          | −20             | 9      | 2. Quali-Runde |  | 78:96        | —      | 88:68   | 82:75                  |
| 3     | Estland        | 6      | 2     | 4        | 415        | 459          | −44             | 8      | 2. Quali-Runde |  | 56:78        | 78:62  | —       | 73:70                  |
| 4     | Großbritannien | 6      | 1     | 5        | 440        | 457          | −17             | 7      |                |  | 92:95        | 59:67  | 74:65   | —                      |

### Hauptrunde
Die Resultate aus der Vorrunde werden allesamt übernommen, auch jene gegen Teams, die nicht die Qualifikation für die Hauptrunde geschafft hatten.

#### Hauptrundengruppe I
| Platz | Team       | Spiele | Siege | Niederl. | Punkte für | Punkte gegen | Punkt Differenz | Punkte | Qualifikation |       | Spanien | Turkei | Montenegro | Lettland    | Ukraine | Slowenien |
| ----- | ---------- | ------ | ----- | -------- | ---------- | ------------ | --------------- | ------ | ------------- | ----- | ------- | ------ | ---------- | ----------- | ------- | --------- |
| 1     | Spanien    | 12     | 10    | 2        | 927        | 848          | +79             | 22     | WM-Quali      |       | —       | 74:58  | —          | 85:82       | 72:68   | —         |
| 2     | Türkei     | 12     | 8     | 4        | 874        | 805          | +69             | 20     | WM-Quali      |       | 71:67   | —      | 79:69      | —           | —       | 77:58     |
| 3     | Montenegro | 12     | 7     | 5        | 918        | 901          | +17             | 19     | WM-Quali      |       | —       | 71:66  | —          | 74:80       | 90:84   | —         |
| 4     | Lettland   | 12     | 7     | 5        | 943        | 914          | +29             | 19     |               |       | 62:67   | —      | 75:84      | —           | —       | 85:74     |
| 5     | Ukraine    | 12     | 5     | 7        | 908        | 892          | +16             | 17     |               | 76:65 | —       | 74:76  | —          | —           | 82:54   |           |
| 6     | Slowenien  | 12     | 3     | 9        | 909        | 988          | −79             | 15     |               | —     | 77:86   | —      | 77:82      | 85:84 n. V. | —       |           |

#### Hauptrundengruppe J
| Platz | Team        | Spiele | Siege | Niederl. | Punkte für | Punkte gegen | Punkt Differenz | Punkte | Qualifikation |       | Litauen | Italien | Polen  | Ungarn | Kroatien | Niederlande |
| ----- | ----------- | ------ | ----- | -------- | ---------- | ------------ | --------------- | ------ | ------------- | ----- | ------- | ------- | ------ | ------ | -------- | ----------- |
| 1     | Litauen     | 12     | 11    | 1        | 999        | 802          | +197            | 23     | WM-Quali      |       | —       | 86:73   | —      | —      | 79:62    | 95:93 n. V. |
| 2     | Italien     | 12     | 8     | 4        | 940        | 836          | +104            | 20     | WM-Quali      |       | 70:65   | —       | 101:82 | 75:41  | —        | —           |
| 3     | Polen       | 12     | 8     | 4        | 958        | 886          | +72             | 20     | WM-Quali      |       | —       | 94:78   | —      | —      | 79:74    | 85:76       |
| 4     | Ungarn      | 12     | 6     | 6        | 836        | 849          | −13             | 18     |               |       | —       | 63:69   | —      | —      | 84:65    | 91:86 n. V. |
| 5     | Kroatien    | 12     | 4     | 8        | 858        | 891          | −33             | 16     |               | 83:84 | —       | 69:77   | 74:69  | —      | —        |             |
| 6     | Niederlande | 12     | 3     | 9        | 895        | 944          | −49             | 15     |               | 69:78 | —       | 78:105  | 59:74  | —      | —        |             |

#### Hauptrundengruppe K
| Platz | Team                    | Spiele | Siege | Niederl. | Punkte für | Punkte gegen | Punkt Differenz | Punkte | Qualifikation |       | Frankreich | Russland    | Tschechien | Finnland | Bulgarien | Bosnien und Herzegowina |
| ----- | ----------------------- | ------ | ----- | -------- | ---------- | ------------ | --------------- | ------ | ------------- | ----- | ---------- | ----------- | ---------- | -------- | --------- | ----------------------- |
| 1     | Frankreich              | 12     | 10    | 2        | 937        | 778          | +159            | 22     | WM-Quali      |       | —          | —           | 82:66      | 83:67    | 77:53     | —                       |
| 2     | Russland                | 12     | 8     | 4        | 966        | 853          | +113            | 20     | WM-Quali      |       | —          | —           | 81:61      | 91:76    | 77:73     | —                       |
| 3     | Tschechien              | 12     | 8     | 4        | 890        | 889          | +1              | 20     | WM-Quali      |       | 65:79      | 80:78       | —          | —        | —         | 69:64                   |
| 4     | Finnland                | 12     | 6     | 6        | 913        | 927          | −14             | 18     |               |       | 76:69      | 75:77 n. V. | —          | —        | —         | 85:81                   |
| 5     | Bulgarien               | 12     | 4     | 8        | 882        | 971          | −89             | 16     |               | 74:68 | 60:104     | —           | —          | —        | 89:82     |                         |
| 6     | Bosnien und Herzegowina | 12     | 3     | 9        | 871        | 957          | −86             | 15     |               | —     | —          | 80:85       | 77:81      | 87:67    | —         |                         |

#### Hauptrundengruppe L
| Platz | Team         | Spiele | Siege | Niederl. | Punkte für | Punkte gegen | Punkt Differenz | Punkte | Qualifikation |   | Griechenland | Deutschland | Serbien | Georgien | Israel       | Estland |
| ----- | ------------ | ------ | ----- | -------- | ---------- | ------------ | --------------- | ------ | ------------- | - | ------------ | ----------- | ------- | -------- | ------------ | ------- |
| 1     | Griechenland | 12     | 11    | 1        | 972        | 880          | +92             | 23     | WM-Quali      |   | —            | 92:84       | 70:63   | 81:69    | —            | —       |
| 2     | Deutschland  | 12     | 9     | 3        | 1017       | 867          | +150            | 21     | WM-Quali      |   | 63:69        | —           | —       | —        | 112:98 n. V. | 87:70   |
| 3     | Serbien      | 12     | 7     | 5        | 993        | 875          | +118            | 19     | WM-Quali      |   | 84:61        | —           | —       | —        | 97:76        | 91:65   |
| 4     | Georgien     | 12     | 5     | 7        | 927        | 968          | −41             | 17     |               |   | 85:86        | —           | —       | —        | 71:69 n. V.  | 77:84   |
| 5     | Israel       | 12     | 5     | 7        | 925        | 974          | −49             | 17     |               | — | 81:77        | 83:74       | 80:85   | —        | —            |         |
| 6     | Estland      | 12     | 4     | 8        | 821        | 950          | −129            | 16     |               | — | 43:86        | 71:70       | 73:80   | —        | —            |         |